# Mrtvá (skladba)
Mrtvá je skladba české hudební skupiny Mucha z jejich čtvrtého alba Tos posrals, vydaného v roce 2020. Skladba oslavuje život a je součástí alba, které reflektuje nejen hormonální disharmonie, ale i společenské deformace a radost ze života.

## Pozadí skladby
Skladba byla inspirována radostí ze života, což je v kontextu alba „Tos posrals“ často zmiňované téma. Videoklip k této skladbě byl natočen ve vyhořelém bytě kytaristy skupiny Petra Zavadila po uhašení požáru. Tento incident vyvolal nejen natočení videoklipu, ale také organizaci dobročinné sbírky na pomoc s rekonstrukcí bytu.

## Text skladby
Skladba „Mrtvá“ zkoumá existenciální otázky a využívá ponurý, ale zároveň satirický tón. Krátká ukázka textu skladby:

Za jak dlouho by si někdo všiml
že tu ležím mrtvá
Za jak dlouho by tu moje
krásný maso začalo hnít

Text reflektuje téma pomíjivosti života a smyslu existence.

## Videoklip
Režie videoklipu ke skladbě se ujal Oskar Pajer, kameru obstaral David J. V. Schöbl a střih zajistil Vojtěch Mařík. Videoklip byl natočen ve vyhořelém bytě Petra Zavadila po uhašení požáru, což přidává skladbě silný emocionální kontext. Videoklip je dostupný na YouTube: Mrtvá – videoklip.

## Sestava kapely při nahrávání
- Nikola Muchová – zpěv
- Petr Zavadil – kytara
- Ondřej Kyas – baskytara
- Jaroslav Noga – bicí